# La duquessa de Langeais
La duquessa de Langeais (en francès original Ne touchez pas la hache) és una pel·lícula franco-italiana de 2007, dirigida per Jacques Rivette, un dels creadors de la nouvelle vague dels anys 1950. Es basa en la novel·la homònima que Honoré de Balzac va escriure en 1834, publicant-se amb el títol Ne touchez pas l'hache. Rivette reflecteix en la seva pel·lícula la hipocresia de l'alta societat parisenca durant la Restauració Francesa. Ha estat doblada al català. Destaca la presència en el repartiment de director de cinema Barbet Schroeder en el paper de duc de Grandlieu.

## Sinopsi
Al París de la Restauració Francesa, el general Montriveau, personatge pintoresc pel seu passat aventurer a Àfrica, s'enamora de la seductora duquessa de Langeais. Ella decideix organitzar un calculat joc de seducció en el qual ho rebutja en diverses ocasions, per la qual cosa, insatisfet i humiliat, Montriveau decideix al seu torn venjar-se de la seva estimada. El desacord de tots dos personatges fa que la duquessa acabi ingressant en un convent a Espanya.

## Repartiment
- Jeanne Balibar - Antoinette de Langeais
- Guillaume Depardieu - Armand de Montriveau
- Michel Piccoli - Vidame de Pamiers
- Bulle Ogier - Princesse de Blamont-Chauvry
- Anne Cantineau - Clara de Sérizy
- Marc Barbé - Marquis de Ronquerolles
- Thomas Durand - Henri de Marsay
- Mathias Jung - Julien
- Julie Judd - Lisette
- Nicolas Bouchaud - Maxime de Trailles
- Beppe Chierici - Alcalde
- Victoria Zinny - Mare Superiora
- Barbet Schroeder - Duc de Grandlieu

## Recepció i premis
Estrenada a França el 28 de març de 2007, la pel·lícula s'ha exhibit en diversos festivals: Berlín, Viena, Istanbul, Praga, Toronto, Mèxic D.F., Rio de Janeiro...
El lloc web d'agregació de revisions Rotten Tomatoes va informar d'una qualificació d'aprovació del 70%, basat en 66 ressenyes, amb una puntuació mitjana de 6,5 / 10. El consens crític del lloc diu que, "De vegades es plany i dialoga molt, "La duquessa de Langeais", és tanmateix una dissecció intrigant i gratificant de les relacions de classe i gènere." A Metacritic, que assigna una classificació normalitzada sobre 100 a les ressenyes de crítics principals, la pel·lícula va rebre una puntuació mitjana de 74, basada en 23 ressenyes, indicant "ressenyes generalment favorables".

### Nominacions
| Premi o Festival                               | Categoria                 | Nominat             | Resultat |
| ---------------------------------------------- | ------------------------- | ------------------- | -------- |
| 57è Festival Internacional de Cinema de Berlín | Os d'Or                   |                     | Nominat  |
| Premis Gaudí de 2009                           | Millor pel·lícula europea |                     | Nominat  |
| Premis Lumières                                | Millor Actor              | Guillaume Depardieu | Nominat  |